# Crocefieschi
Crocefieschi – miejscowość i gmina we Włoszech, w regionie Liguria, w prowincji Genua.
Według danych na rok 2004 gminę zamieszkiwały 563 osoby, 51,2 os./km².